# Worcester Counts
Los Worcester Counts fueron un equipo de baloncesto estadounidense con sede en Worcester, Massachusetts, que compitieron una temporada en la World Basketball League. Disputaban sus partidos como local en el Worcester Centrum, pabellón con capacidad para 13.800 espectadores.

## Historia
El equipo se formó en 1989, participando en la segunda temporada de la WBL, y contaban como principal reclamo con Keith Smart, el jugador que un año antes había dado el triunfo sobre la bocina a la Universidad de Indiana en la NCAA. Más de 7.000 espectadores acudieron al primer partido, pero la asistencia cayó en picado a partid del segundo encuentro como locales. Acabaron en la quinta posición de seis equipos en la clasificación de la temporada regular, con 18 victorias y 26 derrotas, únicamente superando a un infame equipo de jugadores de otros países que sólo lograron una victoria en 50 encuentros. Poco después del término de la temporada, el equipo desapareció.

## Temporadas
| Temporada | Liga | Denominación     | G  | P  | %    | Puesto | Play-off |
| --------- | ---- | ---------------- | -- | -- | ---- | ------ | -------- |
| 1989      | WBL  | Worcester Counts | 18 | 26 | 40,9 | 5º     | -        |

## Jugadores destacados
- Keith Smart